# Enócoe de Mamarce
El enócoe de Mamarce es una vasija etrusca de importancia histórica artística que data de alrededor del 640/620 a.C. Hoy en día, el enócoe se conserva en el Museo Martin von Wagner en Würzburg, donde tiene el número de inventario H 5724.

## Descripción y estilo
Sin asa, tiene una altura de 20,5 centímetros y un diámetro máximo de 11,6 centímetros. El pico del recipiente se ensancha ligeramente desde el cuello cóncavo. Características como la boca trilobulada, el cuello troncocolumnado, el cuerpo en forma de pera, el pie bajo en forma de disco y el asa de correa indican un estado de desarrollo bastante avanzado, por lo que debe fecharse en el segundo o tercer cuarto del siglo VII, probablemente entre el año 640 y 620.
En muchos aspectos, el ceramista del enócoe de Mamarce combina varias tradiciones culturales. En primer lugar, la vasija es una obra de estilo impasto propio de la cultura Villanova. Como era costumbre, se usaba arcilla de grano muy fino y se giraba en un torno de ceramista, no solo se moldeaba a mano. La superficie estaba pulida a la manera del arte prehistórico. La forma se conoce entre los eruditos como impasto bucchero y prefigura a la posterior cerámica Bucchero. Así, el enócoe se sitúa en la transición entre la cultura Villanova y la de los etruscos.

## Imágenes y motivos
Se grabaron imágenes en el enócoe y se presionó un relleno rojo en las incisiones, del cual aún quedan algunos rastros. Esta decoración incisa sugiere que el enócoe proviene del área de Falisci o Falerii, pero también podría provenir del asentamiento vecino de Veyes. Las incisiones representan a un guerrero flanqueado por un caballo a la derecha y por una cabra amamantando a su cabrito a la izquierda (a ambas cabras les falta la cuarta pata). Sobre las cabras había dos aves acuáticas. El grabador equipó al guerrero barbudo con casco, grebas y cinturón y lo representó con las piernas abiertas como si estuviera bailando.
La representación de una figura humana flanqueada por animales tiene un paralelo en el motivo oriental común del amo de los animales. Si bien el motivo del maestro de los animales se origina en el este, es común en Grecia; una forma con caballos que es originaria de Corinto y las cabras podrían indicar influencia eubea. Si la imagen se deriva del motivo del maestro de los animales, entonces la representación de una cabra lactante es muy inusual: esperaríamos dos caballos. Aún más inusual es el hecho de que la cabra aparta la mirada del guerrero. Las aves acuáticas tendrían que explicarse como influencia villanovana.

## Inscripción
En el lado derecho, extendiéndose sobre el caballo hacia el guerrero hay una inscripción incisa en etrusco que se lee de derecha a izquierda, diciendo mi mamarce zinace. Mi es el pronombre nominativo de primera persona del singular, mamarce es un nombre masculino en caso nominativo-acusativo o locativo y zinace es un verbo en pasado activo que significa "hecho". Debido a que Mamarce se solo un nombre de pila, se supone que pertenecía a una clase social más baja. El nombre Mamerce es itálico, aparece en latín como Mamercus y está relacionado con Mamers, el nombre osco del dios Marte.